# Emil Hopfgarten

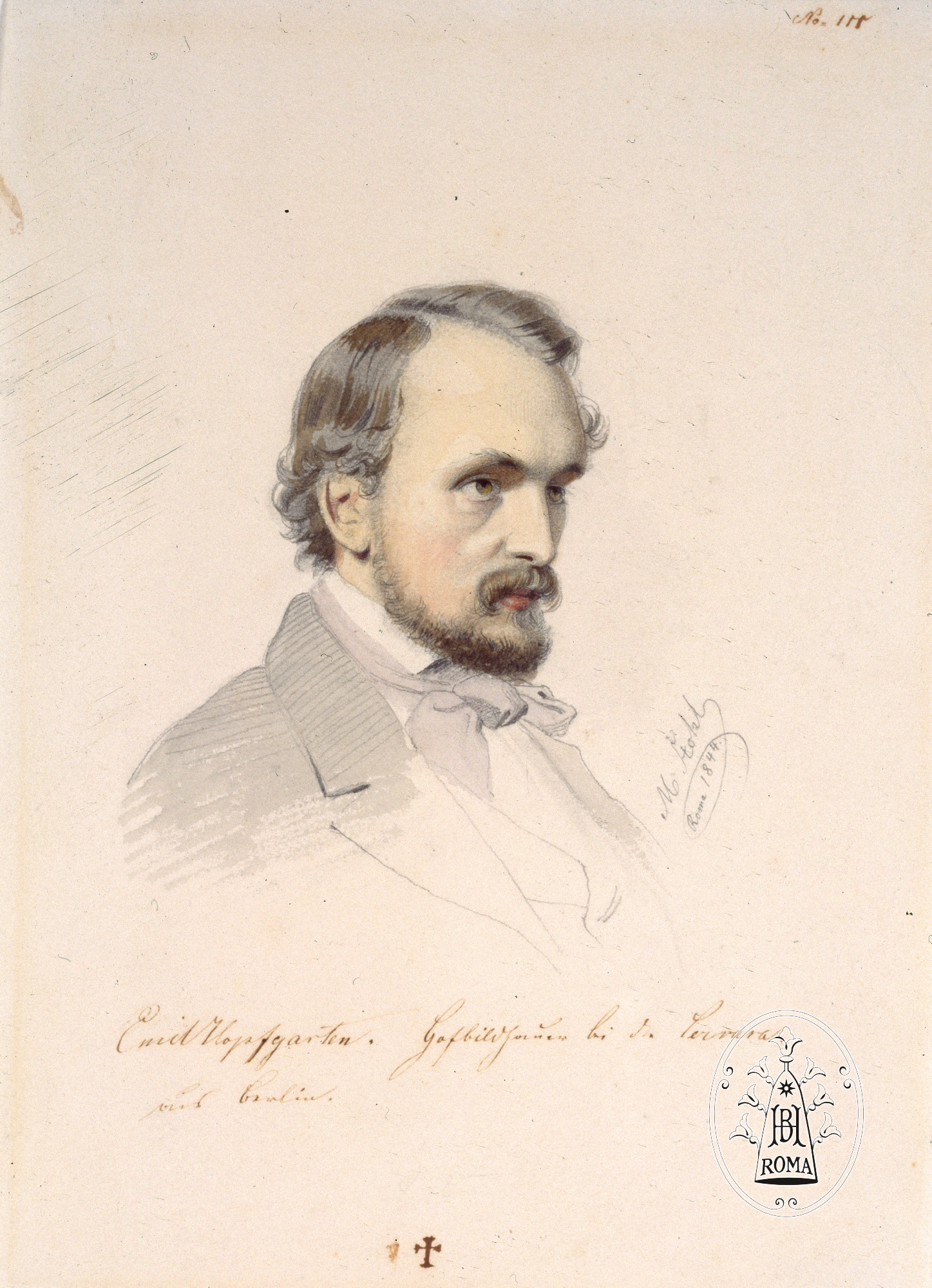
Emil Hopfgarten, Porträt gezeichnet von Michael Stohl, Rom 1844

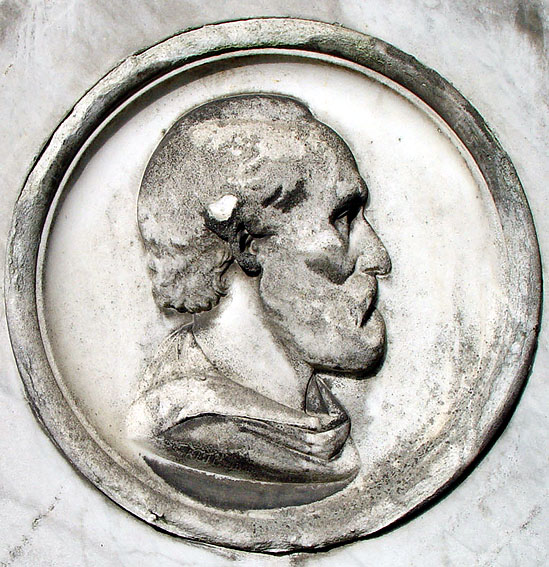
Emil Hopfgarten

Emil Alexander Hopfgarten (* 3. April 1821 in Berlin; † 12. September 1856 in Biebrich) ist der bekannteste Wiesbadener Bildhauer des 19. Jahrhunderts.

## Leben und Wirken
Der Sohn des Berliner Erzgießers Johann Ludwig Heinrich Hopfgarten († 1844), der u. a. Aufträge Christian Daniel Rauchs ausführte, lernte zunächst die Gießerkunst in der Werkstatt des Vaters und der Königlichen Eisengießerei Berlin. Anschließend studierte er an der Berliner Akademie der Künste bei Ludwig Wichmann Bildhauerei. 1840 zog es ihn nach Rom, wo sein Onkel Wilhelm Hopfgarten eine Werkstatt besaß. Es zog Emil Hopfgarten jedoch mehr zur Bildhauerei und so trat er in das Atelier von Emil Wolff ein. Nach weiteren Studienaufenthalten in Neapel und Florenz kehrte Hopfgarten 1843  nach Berlin zurück und heiratete hier zwei Jahre später. In diese Zeit fallen einige Aufträge des Königs Friedrich Wilhelm IV. für das Berliner Schloss.

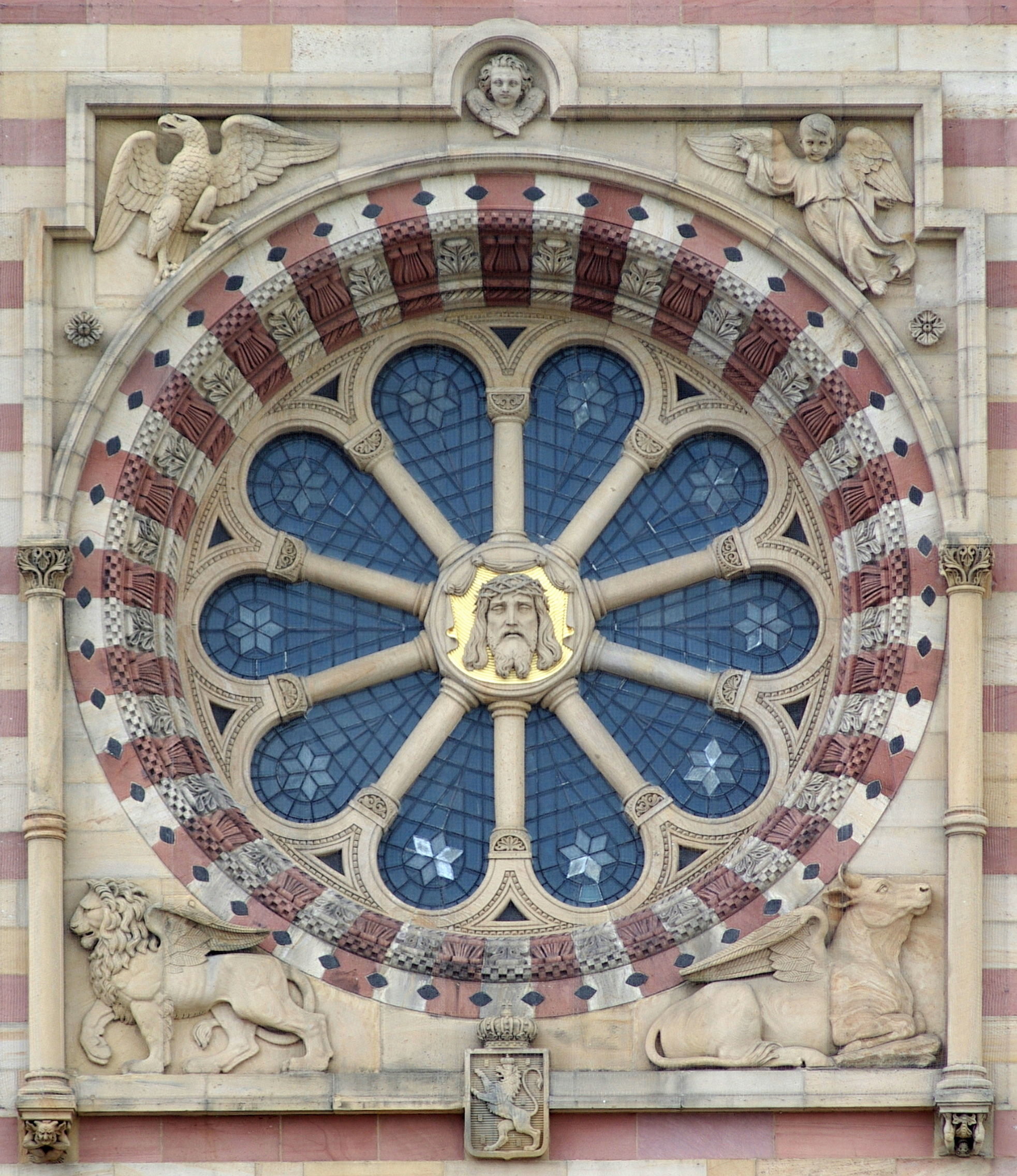
Die Rosette mit Hopfgartens Christuskopf, Speyerer Dom, Westwerk

Als der nassauische Herzog Adolph den preußischen König in Berlin besuchte, lernte er Hopfgarten kennen und bot ihm an, in Biebrich, das damals noch unabhängig von Wiesbaden war, für ihn zu arbeiten. Da Hopfgarten die Werkstatt seines Vaters nicht übernehmen wollte, folgte er dem Angebot und richtete sich in der Nähe des Biebricher Schlosses, in der sogenannten Mosburg, ein Atelier ein. Noch im selben Jahr (1848) erhielt Hopfgarten den Auftrag, für die jung verstorbene, aus Russland stammende Großfürstin und nachmalige nassauische Herzogin Elisabeth, ein Grabmal zu schaffen. Als Dank für die Schaffung des Sarkophags Elisabeths in der Russisch-Orthodoxen Kirche auf dem Neroberg zeichnete Zar Nikolaus I., der Onkel Elisabeths, ihn mit dem Kaiserlichen Stanislausorden 2. Klasse aus.
Weitere Werke sind u. a. die Christus- und Evangelistengruppe für die Wiesbadener Marktkirche, die er allerdings nicht mehr fertigstellen konnte (sein Schüler Scipione Jardellea hat die Gruppe schließlich vollendet). Ebenso schuf der Künstler im Auftrag des Nassauer Herzogs den zentralen Christuskopf der Fensterrosette am Westwerk des Speyerer Domes. Durch den Erfolg seiner Arbeit erhielt Hopfgarten von Herzog Adolph den Ehrentitel eines Professors.
Seit Juli 1856 war er schwer an einem Lungenleiden erkrankt und selbst Kuraufenthalte brachten keine Besserung. Bereits zwei Monate später starb der Bildhauer im Alter von nur 35 Jahren. Hopfgartens Grab befindet sich auf dem Friedhof in Wiesbaden-Biebrich.

## Werke
- ca. 1844 Figur des Apostels Jakobus für die St. Jacobi-Kirche Berlin Weitere Bilder auf der Seite der ev. Kirchengemeinde St. Jacobi-Luisenstadt[4]

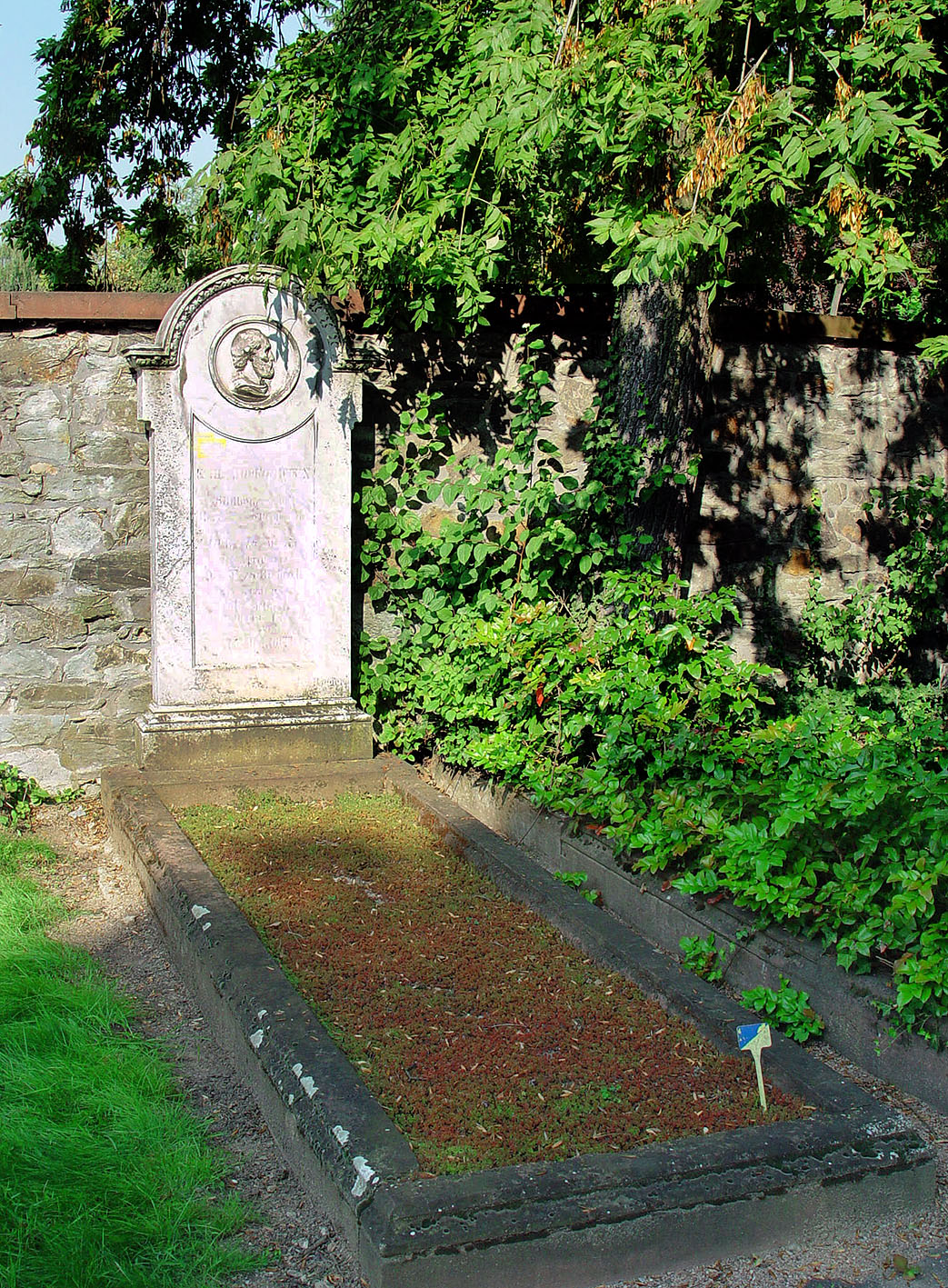
Emil Hopfgartens Grab auf dem Friedhof in Wiesbaden-Biebrich
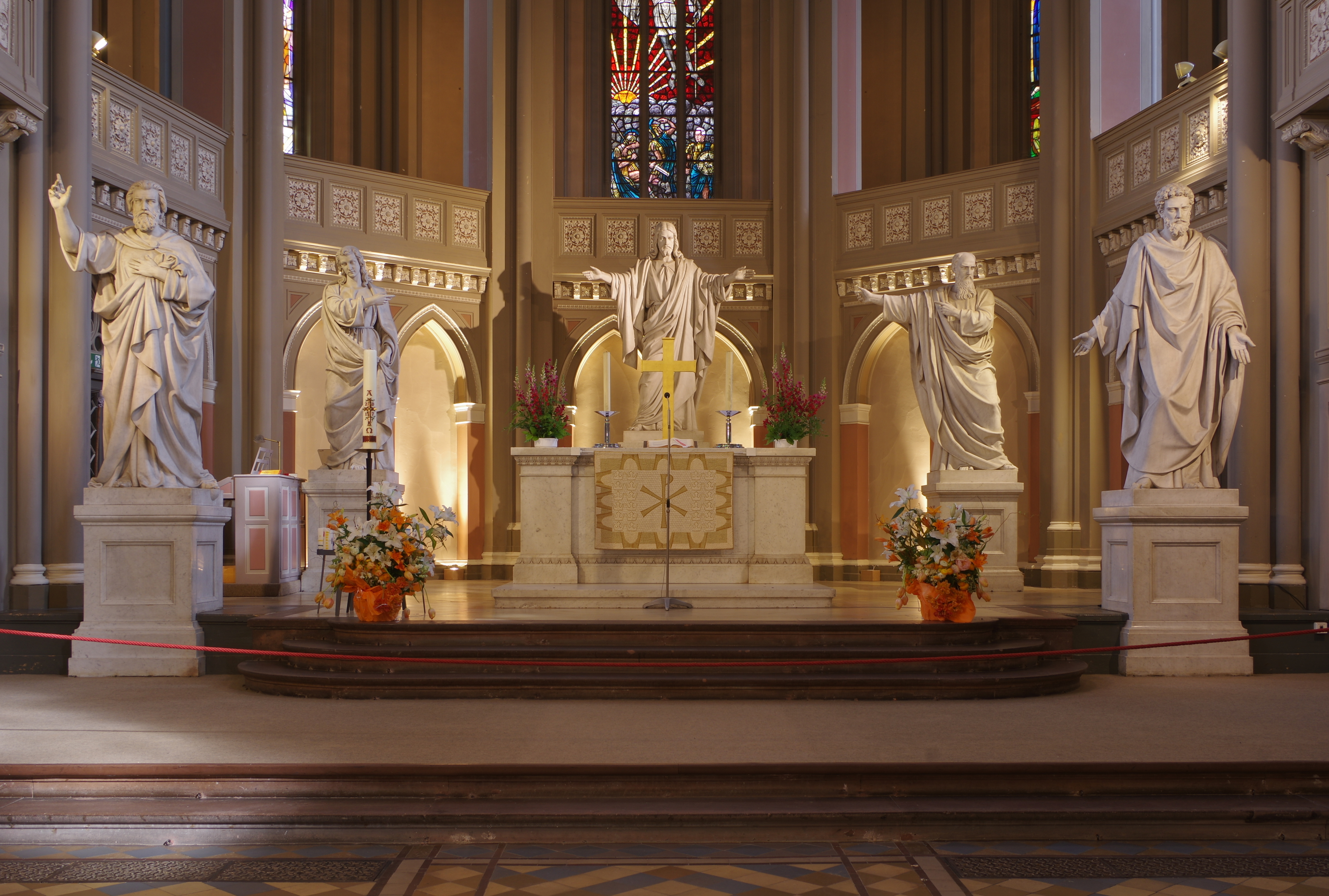
Christus und Evangelistengruppe Marktkirche Wiesbaden
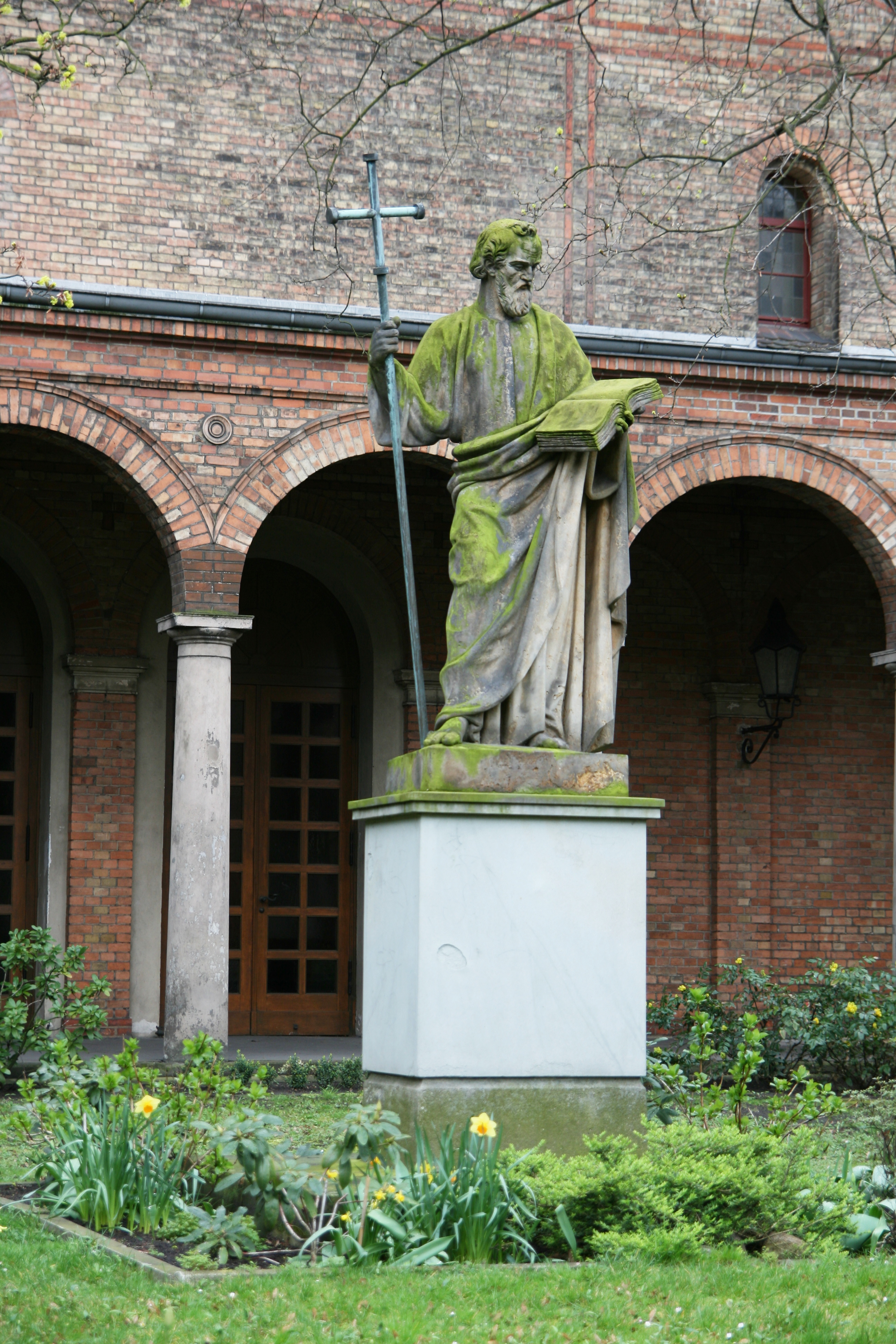
Apostel Jakobus, St. Jacobi-Kirche in Berlin-Kreuzberg